# Dante Piani
Dante Piani (Udine, 12 de outubro de 1921 — Varazze, 26 de novembro de 2011) foi futebolista italiano.